# Ногуши (Белокатайский район)
Ногуши  (баш. Нөгөш) — село в Белокатайском районе Республики Башкортостан Российской Федерации. Центр Ногушинского сельсовета.

## География

### Географическое положение
Расстояние до:
- районного центра (Новобелокатай): 49 км,
- ближайшей ж/д станции (Ункурда): 80 км.

## История
Основано русскими переселенцами из Пермской губернии по договору 1788 году о купле земли у башкирам-вотчинникам. Население занималось земледелием. В 1906 зафиксированы церковь, земская школа и церковно-приходская школа, кузницы, маслобойные заведения, мельницы, мануфактурная и бакалейные лавки. В конце XIX века в состав Ногушей вошла деревня Варино .
В 1917 году из Емашинской волости выделена Ногушинская. В годы Гражданской войны в селе происходили бои в 1918 году. В годы Великой Отечественной войны более 480 человек ушли на фронт, из них более 280 человек погибли.

## Население
| 2002 | 2009 | 2010 | 2012 | 2013 | 2014 | 2015 |
| ---- | ---- | ---- | ---- | ---- | ---- | ---- |
| 854  | ↘736 | ↘628 | ↘615 | ↘599 | ↘591 | ↘556 |
| 2016 | 2017 |      |      |      |      |      |
| ↗559 | ↗571 |      |      |      |      |      |

Согласно переписи 2002 года, преобладающая национальность — русские (97 %).

## Религия
В селе есть православная церковь Троицы Живоначальной.

## Известные люди
- Худяков, Александр Алексеевич (18 апреля 1906 — 6 апреля 1944) — механик-водитель танка 2-го танкового батальона (45-я гвардейская танковая бригада, 11-й гвардейский танковый корпус, 1-я гвардейская танковая армия, 1-й Украинский фронт), Герой Советского Союза.
- Патраков, Александр Фёдорович (3 июля 1910 — 15 июля 1943) — командир взвода 603-го отдельного сапёрного батальона (322-й стрелковой дивизии 60-й армии Центрального фронта), младший лейтенант, Герой Советского Союза.